# 宝寿院 (山梨県市川三郷町)
宝寿院（ほうじゅいん）は、山梨県西八代郡市川三郷町にある高野山真言宗の寺院。山号は金剛山。

## 概要
平安から鎌倉期にかけてここに栄えた平塩寺という巨刹の西塔院にあたる。天正年間（1573年 - 1591年）に真言宗に改宗して今の寺号となった｡当時は本堂､講堂､観音堂､大師堂､阿弥陀如来堂､鐘楼などの堂宇があったが1843年（天保14年）に焼失している。境内には夢窓疎石が手がけたという庭がある。また鐘楼の向こうには樹齢200年のシダレザクラがある。このシダレザクラの初代は夢窓疎石が手植えしたと伝えられ､現在はその6代目にあたる｡